# 近土司空南
近土司空南（玉夫座α，α Sculptoris）是南天星座玉夫座最亮的一顆恒星。近土司空南的視星等只有4.31等，但由於玉夫座是一個相當暗淡的星座，此光度已令它成為最亮星，獲約翰·拜耳以α命名。
近土司空南是一顆藍白色的B型巨星，亦是一顆白羊座SX型變星，變光幅度為0.04等 。根據視差法測定，此星與地球距離約為780光年（240秒差距）。